# Colonización francesa de Texas
La colonización francesa de Texas es el período que nos da la historia del estado de Texas que va desde 1685 hasta 1689, y durante el cual, en la actual ciudad de Inez, existía una colonia francesa llamada Fuerte Saint Louis. Ésta fue fundada por el explorador René Robert Cavelier de La Salle en el curso de una expedición en la que intentaba colonizar la desembocadura del Misisipi, fallida debido a la imprecisión en el mapa y, sumado a ello, a errores en la navegación que provocaron el anclaje a 644 kilómetros más al oeste, cerca de la bahía de Matagorda.
La colonia enfrentó numerosas dificultades durante su breve existencia, incluyendo la hostilidad de los nativos americanos, las epidemias y las duras condiciones climáticas. Consciente de su propósito original, La Salle dirigió gran cantidad de expediciones para encontrar el río Misisipi, sin embargo, exploró gran parte del río Grande y del este de Texas —sin ser consciente de ello. En 1686, durante una de sus ausencias, el último barco se hundió, imposibilitándole a los colonos contar con los suministros y poniendo en riesgo la estabilidad colonial en el mar del Caribe. Tras el empeoramiento de las condiciones de vida, La Salle comprendió que la colonia únicamente podría sobrevivir con la ayuda de las colonias francesas de Pays des Illinois. Su última expedición terminó a lo largo del río Brazos, a principios de 1687, en la cual él y cinco de sus hombres murieron a causa de las rivalidades que surgieron en la tripulación. Aunque algunos cumplieron con su objetivo, la ayuda jamás llegó. Los miembros restantes de la colonia murieron o fueron capturados durante una redada de los indios Karankawa a finales de 1688. No obstante, y aunque la colonia existía desde hace apenas tres años, el gobierno francés utilizó el asentamiento como un pretexto para reclamar la posesión de la región correspondiente a la corriente de Texas; más tarde, fue el gobierno de los Estados Unidos quien reclamó el área como parte del Tratado de la Compra de la Luisiana.
España se enteró de la misión de La Salle en 1686. Temiendo que la colonia francesa pudiera amenazar su control sobre la Nueva España y la parte meridional de América del Norte, autoridades ibéricas financiaron expediciones para encontrar y destruir el asentamiento. A pesar de que fue un esfuerzo prácticamente inútil, contribuyó a aumentar el conocimiento geográfico de la región del Golfo de México. Cuando por fin los restos de la colonia fueron descubiertos en 1689, los españoles enterraron las armas y quemaron los edificios. Algunos años más tarde, los españoles establecieron una guarnición en la misma localidad. Por último, aun cuando fue abandonado, el sitio de asentamiento de los franceses cayó en el olvido. En 1996 fue redescubierto y actualmente es un sitio arqueológico.

## Contexto

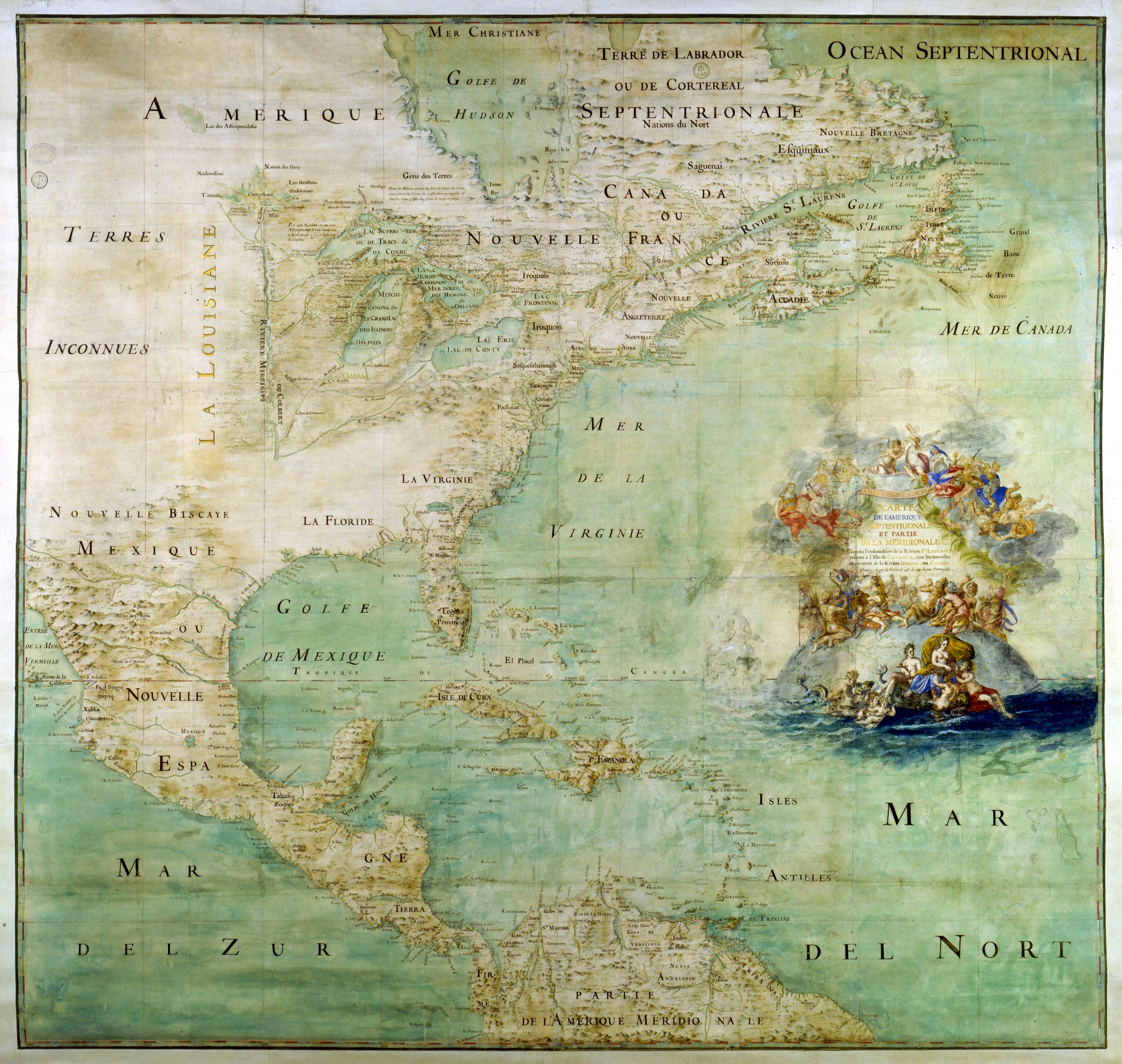
Este mapa de 1681 muestra la perspectiva europea de América del Norte, antes de que La Salle recorriera el río Mississipi. El río Grande es mostrado como el río Bravo, lo que mostraba un desconocimiento total de la geografía de Texas.

A finales del siglo XVII, los países europeos veían con creciente interés los territorios de América del Norte. España se había apropiado de la Florida, México y la parte corriente importante del suroeste del continente. El Atlántico Norte, en cambio, se encontraba en manos de Gran Bretaña, mientras que Nueva Francia incluía lo que ahora constituye el centro de Canadá y el de Illinois. Los franceses, por temor a que su territorio fuese vulnerable a los vecinos expansionistas, en 1681 enviaron al explorador René Robert Cavelier de La Salle en una expedición a lo largo del río Misisipi partiendo de la Nueva Francia, creyendo en un principio que encontraría una manera de llegar al océano Pacífico. La Salle, en lugar de eso, encontró un camino nuevo para llegar al golfo de México. A pesar de que Hernando De Soto había explorado la zona y tomado posesión de ella en nombre de España cerca de 140 años antes, el 9 de abril de 1682, La Salle reivindicó el valle del Misisipi por el entonces soberano francés Luis XIV, denominándole Luisiana a este territorio en su honor.
Sin la presencia francesa en la desembocadura del Misisipi, España tuvo la oportunidad de controlar todo el golfo lo que constituiría una amenaza potencial para las fronteras meridionales de la Nueva Francia. La Salle creía que el Misisipi se encontraba muy cerca del borde oriental de la Nueva España y a su regreso a Francia en 1683 propuso la creación de un puesto avanzado con el único fin de promover el cristianismo entre los pueblos indígenas, y convertirse en un punto geoestratégico para atacar a la provincia española de la Nueva Vizcaya, y así poder controlar sus minas de plata. Asimismo, sostuvo que un puñado de franceses podría invadir con éxito la Nueva España y aliarse con 15.000 nativos americanos, furiosos por haber sido esclavizados por los españoles. Cuando España declaró la guerra a Francia en octubre de ese año, Luis XIV apoyó el plan La Salle; cambiando sus deberes oficiales a los de «fortalecer la lealtad de los indios a la corona, conducirlos a la fe verdadera y mantener la paz entre las tribus».

## Expedición

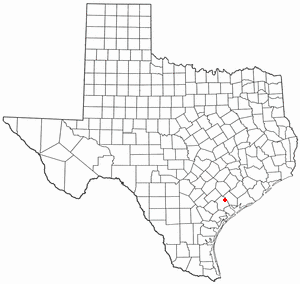
Localización aproximada de Fuerte Saint Louis.

La Salle originalmente planeaba navegar a Nueva Francia, viajar por tierra a Pays des Illinois y luego navegar por el río Misisipi hasta la desembocadura. Sin embargo, para fastidiar a España, Luis XIV insistió en que La Salle viajara por el golfo de México, lo cual España consideraba como propiedad privada. Aunque La Salle había pedido una sola nave, el 24 de julio de 1684 partió de La Rochelle, con cuatro: una «man of war» con treinta y seis cañones llamada Le Joly, un buque de carga de 300 toneladas llamado L’Aimable, el barco La Belle y el queche St. François. Aunque Luis XIV había proporcionado tanto Le Joly y La Belle, La Salle quería más espacio de carga y luego contrató a L’Aimable y St. François por los comerciantes franceses. El rey también proporcionó 100 soldados y tripulación completa para los navíos, así como fondos para contratar personal cualificado para unirse a la expedición. La Salle, sin embargo, se vio obligado a comprar bienes para el comercio con los nativos americanos.
Los buques que transportaban más de 300 personas, y entre ellas 100 soldados, llevaba en su mayoría artesanos y carpinteros, seis misioneros, ocho comerciantes y una docena de mujeres y niños. Poco después de su partida, Francia y España habían cesado sus hostilidades y, por tanto Luis XIV no tenía ningún interés en el envío de refuerzos a La Salle. Los detalles del viaje se mantuvieron en secreto para que España no pudiera darse cuenta de su finalidad y al comandante naval de la expedición, Taneguy le Gallois de Beaujeu, le molestaba el hecho de que La Salle no informara nada sobre el destino hasta después de la salida del puerto. Los contrastes entre los dos se intensificaron cuando llegaron a Santo Domingo y discutieron el lugar más adecuado donde deberían anclar. Beaujeu navegó a otra parte de la isla, lo que le permitió a los piratas españoles robar suministros, bienes y herramientas para la colonia en el St. François.
Durante el viaje, que duró 58 días, dos personas murieron a causa de una enfermedad y una mujer dio a luz a un hijo. El viaje a Santo Domingo había durado más de lo esperado y los suministros comenzaron a escasear, sobre todo después de la pérdida de St. François. La Salle tenía poco dinero para reponer los suministros de alimentos y, finalmente, dos de los comerciantes a bordo tuvieron que optar por vender parte de sus productos comerciales a los isleños y, producto de ellos, prestaron los beneficios a La Salle. Para «llenar las lagunas», debido a la deserción de algunos hombres, Le Salle reclutó a algunos hombres para remplazarlos.
A finales de noviembre de 1684, cuando La Salle se había recuperado de una grave enfermedad, los tres barcos restantes reanudaron su búsqueda. Antes de que partieran de Santo Domingo, los vendedores locales advirtieron sobre las fuertes corrientes del Golfo Oriental que arrastraría los navíos en dirección hacia el estrecho de Florida a menos que lo evitasen. El 18 de diciembre, los navíos alcanzaron el golfo de México y se adentraron en las aguas del territorio español. Ninguno de los miembros de la expedición ya había estado en el golfo de México ni poseía conocimiento de cómo navegarlo. Debido a la combinación de mapas inexactos, errores de cálculo en las previsiones de La Salle como la latitud de la desembocadura del río Misisipi y la acción de las corrientes, la expedición no encontró el Misisipi. En vez de eso, desembacaron en la Bahia de Matagorda a principios de 1685, a 644 kilómetros del Oeste de Mississipi.